# Strohn (Solingen)
Strohn ist eine Ortslage an der Wupper in der bergischen Großstadt Solingen. In Strohn befinden sich das Wasserwerk Glüder und das Tierheim Solingen.

## Lage und Beschreibung
Strohn befindet sich in abgeschiedener Lage im Süden des Solinger Stadtbezirks Burg/Höhscheid. Er liegt in der naturräumlichen Einheit Unteres Wuppertal in einer Wupperschleife auf einer Insel, die durch den Fluss selbst und den Ober- und Untergraben des Wasserwerks Glüder der Stadtwerke Solingen gebildet wird. Im Norden mündet der Bertramsmühler Bach in die Wupper. Der Ort ist über die Straße Strohn von der Glüderstraße zu erreichen, die als Kreisstraße 4 klassifiziert ist. Über die Strohner Brücke, welche 2020 abgerissen und 2022 wieder freigegeben wurde, ist der Ort auch mit der nördlichen Wupperseite verbunden. Strohn ist ferner umgeben von zwei Naturschutzgebieten: Tal- und Hangbereiche der Wupper mit Seitenbächen und Aue des unteren Sengbachtals.
Der Ort besteht lediglich aus dem Gebäudeensemble des Solinger Tierheims, zwei Schlammteichen, dem kleinen Waldhaus Strohn sowie dem im Süden gelegenen Wasserwerk Glüder. Dieses bereitet Oberflächenwasser aus der nahen Sengbachtalsperre auf und pumpt es als Trinkwasser in das städtische Trinkwassernetz. Das zugehörige Turbinenhaus an der Wupper beherbergt ein Laufwasserkraftwerk und eine weitere Turbine, die von dem Grundablass der Sengbachtalsperre gespeist wird.
Benachbarte Orte sind bzw. waren (von Nord nach West): Jagenberg, Burger Höhe, Schwarzwaager Kotten, Strohnerhöh, Glüder, Raderhof, Balkhauser Kotten, Pfaffenberg, Kirschbaumskotten und Petersmühle.

## Geschichte

### 18. und 19. Jahrhundert

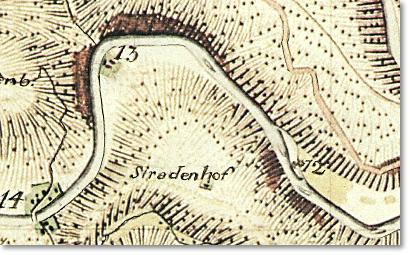
Die Lage von Strohn (13) an der Wupper in der Karte von 1824

In dem Kartenwerk Topographia Ducatus Montani von Erich Philipp Ploennies, Blatt Amt Miselohe, aus dem Jahre 1715 ist der Ort mit einer Hofstelle verzeichnet und als Stronerhof benannt. Er gehörte der Honschaft Witzhelden innerhalb des Amtes Miselohe an. Die Topographische Aufnahme der Rheinlande von 1824 verzeichnet den Ort als 13 (als 13. Wassermühle an der Wupper), die Preußische Uraufnahme von 1844 verzeichnet ihn als Strohnerhof benannt. In der Topographischen Karte des Regierungsbezirks Düsseldorf von 1871 ist der Ort unbenannt verzeichnet. In der Karte vom Kreise Solingen des Solinger Landmessers C. Larsch aus dem Jahr 1875 ist der Ort als Strohn verzeichnet. Auch die Preußische Neuaufnahme von 1893 verzeichnet den Ort als Strohn.
Nach Gründung der Mairien und späteren Bürgermeistereien Anfang des 19. Jahrhunderts gehörte der Ort zunächst zur Bürgermeisterei Burscheid und ab 1845 zur daraus ausgliederten Bürgermeisterei Witzhelden. Die Gemeinde Witzhelden gehörte mit Strohn zunächst zum Kreis Solingen und ab 1929 zum Kreis Solingen-Lennep (ab 1931 Rhein-Wupper-Kreis genannt). Strohn lag dabei im äußersten Norden von Witzhelden unmittelbar an der Grenze zur Bürgermeisterei Dorp.

### 20. Jahrhundert bis heute

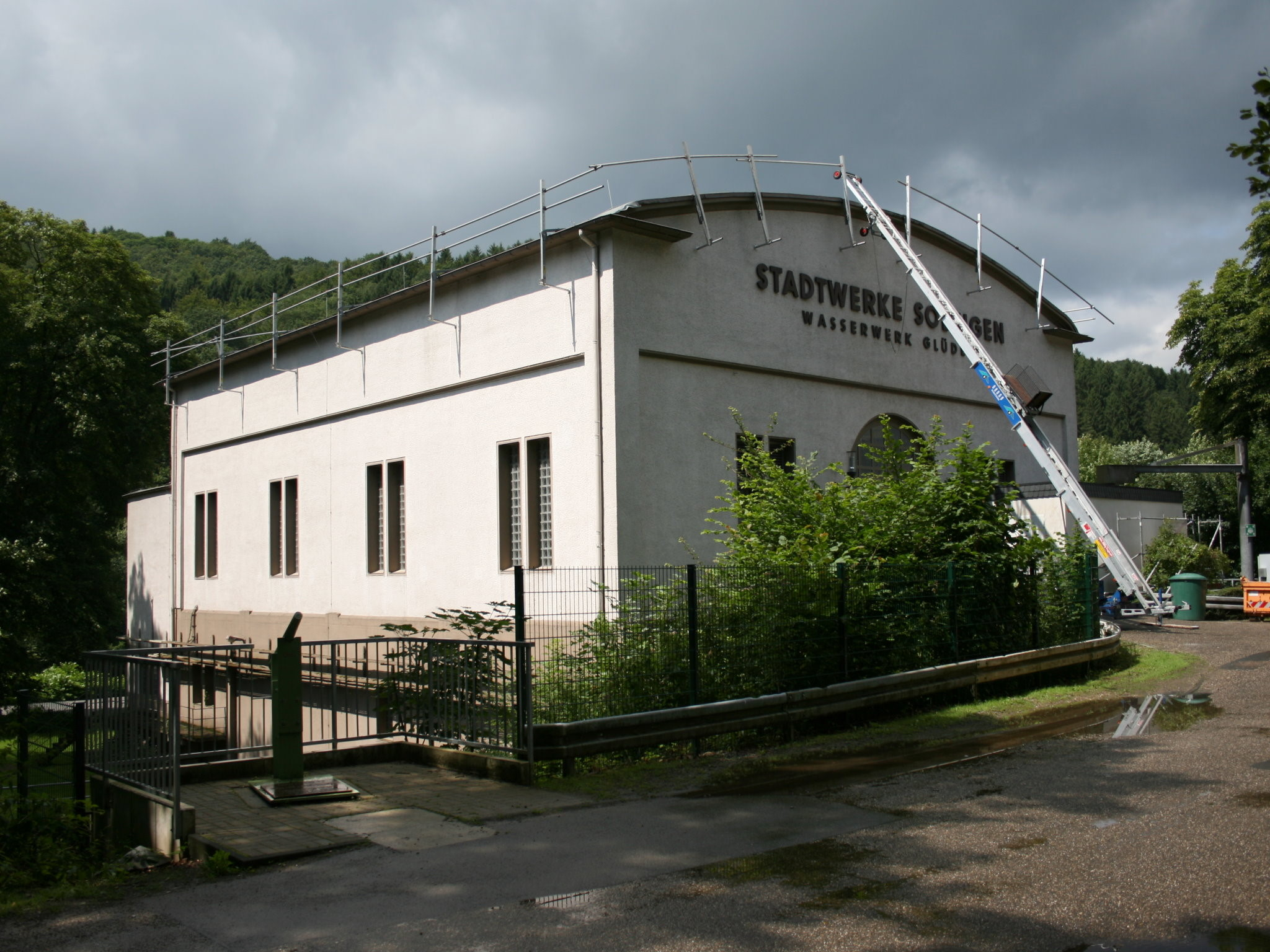
Wasserwerk Glüder in Strohn

Die Stadt Solingen ließ bereits 1883 ein erstes Wasserwerk in Grunenburg bei Müngsten errichten, das im Bereich des Morsbach dem Grundwasser Trinkwasser entnahm. Das in Grunenburg aufbereitete Wasser wurde zur Krahenhöhe gepumpt und von dort an die Solinger Haushalte verteilt, die einen Wasseranschluss besaßen. Da die Bevölkerungszahl der Stadt Solingen kontinuierlich anwuchs, plante man Ende des 19. Jahrhunderts den Bau einer Trinkwassertalsperre im Sengbachtal südlich von Höhrath. Die sogenannte Sengbachtalsperre, die nicht auf Solinger Stadtgebiet lag, wurde nach Plänen von Otto Intze zwischen 1900 und 1903 realisiert. Das Oberflächenwasser aus der Sengbachtalsperre wurde zu einem bis 1903 fertiggestellten Wasserwerk in Strohn gepumpt und dort aufbereitet, ehe es über neue Leitungen zur Krahenhöhe gepumpt wurde. Auch das neue Wasserwerk, das als Wasserwerk Glüder bezeichnet wurde, lag außerhalb des Solinger Stadtgebietes.
Im Zuge des Düsseldorf-Gesetzes wurde die Ortslage Strohn zum 1. Januar 1975 aus dem aufgelösten Rhein-Wupper-Kreis herausgelöst und zusammen mit Strohnerhöh, Burg und Höhrath (letzteres gehörte zuvor zu Wermelskirchen) nach Solingen eingemeindet. Damit befanden sich die Sengbachtalsperre und das Wasserwerk in Strohn schließlich auch im Solinger Stadtgebiet.
Der 1971 gegründete Tierschutzverein Bergisch Land e. V. errichtete bereits vor der Eingemeindung nach Solingen 1974 in Strohn das Tierheim Solingen, das bis heute besteht.

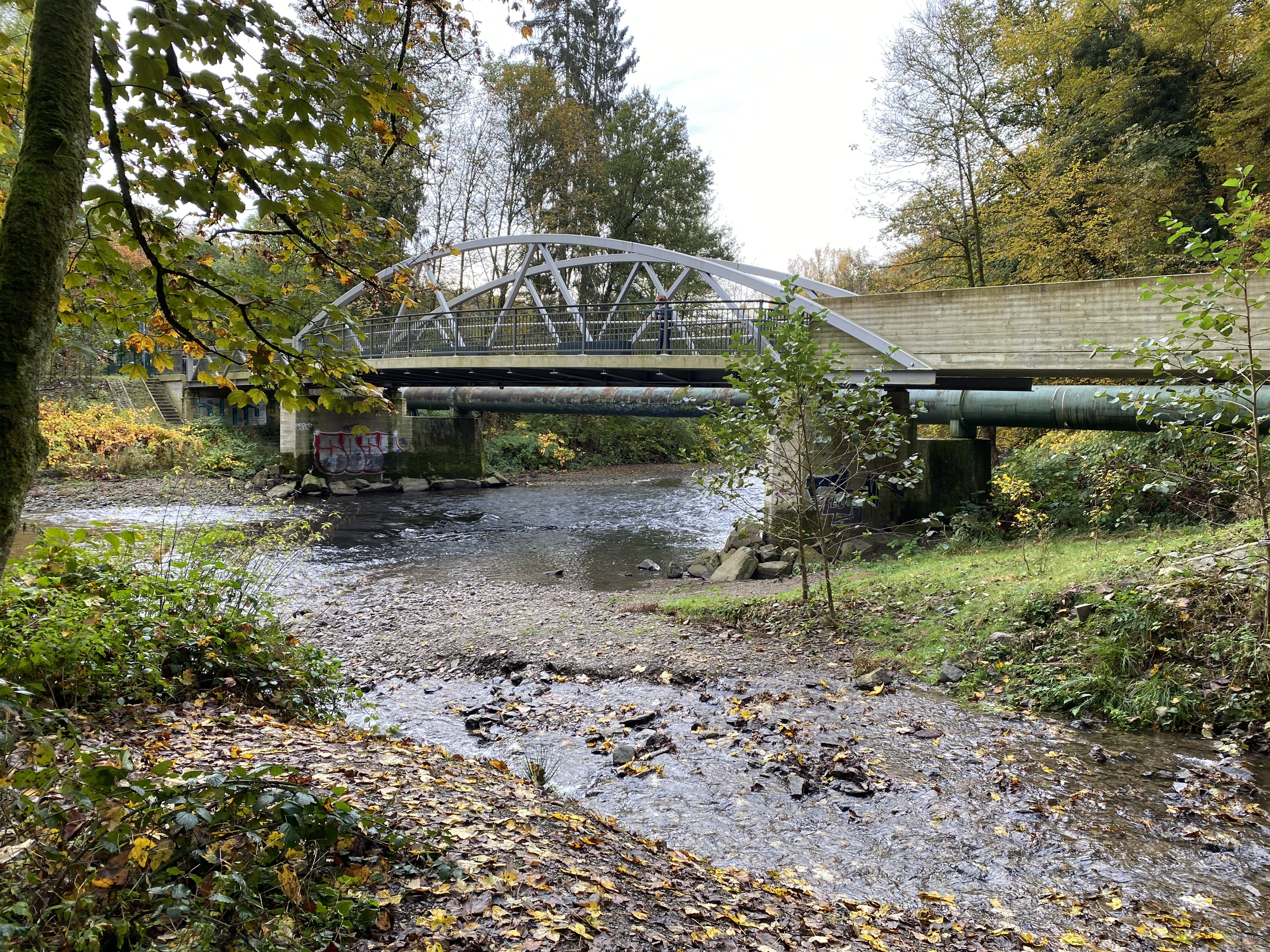
Strohner Brücke (2024)

Die Wupperbrücke in Strohn, die bis dahin die Nord- und die Südseite der Wupper für Fußgänger  miteinander verband, wurde 2016 aufgrund von Bauwerksschäden vollständig gesperrt. Dadurch wurde auch der dort entlangführende Wanderweg unterbrochen, was seither zu langen Umleitungen führte. Im Sommer 2020 wurde die alte Brücke abgerissen. Der Bau einer neuen, teils mit Spenden finanzierten Brücke an gleicher Stelle verzögerte sich mehrfach, zuletzt 2021 aufgrund der Hochwasserschäden. Der Brückenbau begann schließlich Ende 2021, im Sommer 2022 wurden die Stahlträger der Brücke montiert. Die neue Brücke wurde im Herbst 2022 freigegeben. Auch eine Stahl-Stele mit den Namen der Spender wurde eingeweiht.